# Wynyardiidae
De Wynyardiidae zijn een familie van uitgestorven buideldieren uit de Diprotodontia die verwant zijn aan de wombats. Deze dieren leefden tijdens het Laat-Oligoceen en Vroeg-Mioceen in Australië. Het waren herbivoren met het formaat van een hond.
De familie Wynyardiidae omvat de drie geslachten Wynyardia, Muramura en Namilamadeta.